# 16BOOSTERZ
「16BOOSTERZ」（シックスティーンブースターズ）は、THE RAMPAGE from EXILE TRIBEの19枚目のシングル。2023年5月2日にrhythm zoneから発売。

## 概要
- 前作「ROUND UP feat. MIYAVI/KIMIOMOU」から5ヶ月半ぶりのシングル。「LDHオフィシャルオンラインショップ限定盤CD＋DVD」、「LDHオフィシャルオンラインショップ限定盤 Blu-ray Disc」、「CD+DVD」、「CD ONLY」の4形態での発売。
- 日本レコード協会からゴールド認定された。前々作の「ツナゲキズナ」以来2作ぶり4作目。
- DVDには表題曲のミュージックビデオとメイキング映像を収録。LDHオフィシャルオンラインショップ限定盤として、2022年大晦日に東京・有明アリーナで行われた『Jr.EXILE LIVE-EXPO 2022』からTHE RAMPAGEパートが収録[3]。
- 2023年4月から5月にかけて『16BOOSTERZ』Release Fan Meetingを行った[4]。

## 収録曲

### CD
1. 16BOOSTERZ [3:36]
作詞：sty、作曲：Dirty Orange・sty
2. BIONIC [3:37]
作詞：Emyli、作曲：Lasse Lindorff・Daniel Rothmann・SQVARE・Steven Lee
3. NO GRAVITY - English Version [4:31]
作詞：ZERO、英語詞：Emyli、作曲：SLAY・ZERO
4. 16BOOSTERZ (Instrumental)
5. BIONIC (Instrumental)
6. NO GRAVITY- English Version (Instrumental)

### DVD
1. 16BOOSTERZ (MUSIC VIDEO)
2. 16BOOSTERZ (MUSIC VIDEO MAKING MOVIE)

### LDHオフィシャルオンラインショップ限定盤 DVD/Blu-ray Disc
1. 16BOOSTERZ (MUSIC VIDEO)
2. 16BOOSTERZ (MUSIC VIDEO MAKING MOVIE)
【Jr.EXILE LIVE-EXPO 2022】
3. RAY OF LIGHT / THE RAMPAGE
4. Lightning / THE RAMPAGE
5. LA FIESTA / THE RAMPAGE
6. Fandango / THE RAMPAGE
7. HEATWAVE / THE RAMPAGE
8. ツナゲキズナ/ THE RAMPAGE
9. The Typhoon Eye / THE RAMPAGE
10. THE POWER / THE RAMPAGE
11. ROUND UP feat. MIYAVI / THE RAMPAGE
12. SWAG & PRIDE / THE RAMPAGE
13. CANNONBALL / ALL CAST
14. SUMMER HYPE / ALL CAST
15. PARTY7 〜GENEjaNIGHT〜 / ALL CAST
16. 24WORLD / ALL CAST